# Klinikum Nürnberg
Das Klinikum Nürnberg ist ein Krankenhaus der Maximalversorgung in Nürnberg und eines der „größten kommunalen Krankenhäuser Europas“. Mit seinen insgesamt rund 8.400 Beschäftigten versorgt es nach eigenen Angaben im Jahr 335.000 ambulante und stationäre Patienten an zwei Standorten.
Das Klinikum Nürnberg bildet seit mehr als 100 Jahren Pflegefachpersonal aus und ist Träger eines Fort- und Weiterbildungszentrums, der Akademie Klinikum Nürnberg. Seit 2014 bietet die PMU Salzburg in Kooperation mit dem Klinikum Nürnberg ein Studium der Humanmedizin in Nürnberg an.

## Organisation
Das Klinikum Nürnberg verfügt mit 42 Kliniken und Instituten über alle medizinischen Fachrichtungen. Eine Besonderheit des Klinikums Nürnberg ist die kooperative Klinikleitung: Jede Klinik (bzw. medizinische Fachabteilung) wird gemeinsam von einem Chefarzt und einer Klinikpflegedienstleitung geleitet.
Der Vorstand besteht aktuell aus dem Vorsitzenden Achim Jockwig, der auch für die Themen Medizin und Strategie verantwortlich ist, Sabine Beßler (Personal und Compliance) und Andreas Becke (Infrastruktur und Finanzen). Kontrollgremium des Klinikums ist der Verwaltungsrat, bestehend aus dem Oberbürgermeister und Mitgliedern des Stadtrates der Stadt Nürnberg.
Die Stadt Nürnberg ist Anstaltsträger des Kommunalunternehmens Klinikum Nürnberg. Darunter sind mehrere Tochterunternehmen wie beispielsweise die Krankenhäuser Nürnberger Land GmbH, das Ambulante Behandlungscentrum ABC, die A.R.Z. Ambulantes Rehabilitationszentrum Nürnberg GmbH, die Klinikum Nürnberg Service GmbH und andere angegliedert.

## Geschichte

### Planung und Eröffnung
1845 eröffnete ein erstes städtisches Krankenhaus in Nürnberg. Zuvor wurden Arme und Alte unter anderen im Heilig-Geist-Spital versorgt. Der Bau in der Sandgasse hatte 268 Betten in 79 Zimmern, behandelt wurden zum Beispiel Dienstboten, Gesellen und Arme, die nicht wie das Bürgertum zu Hause versorgt werden konnten. An medizinischen Personal waren drei Chefärzte, ein Assistenzarzt und ein Wundarzt tätig. Nachdem zunächst Wärter für die Pflege der Patienten zuständig waren, übernahm 1875 das Diakonissenmutterhaus in Neuendettelsau den Pflegedienst. Die Patientenzahlen stiegen bald an und die Fläche vor Ort war begrenzt, so dass schon bald ein Neubau notwendig wurde.

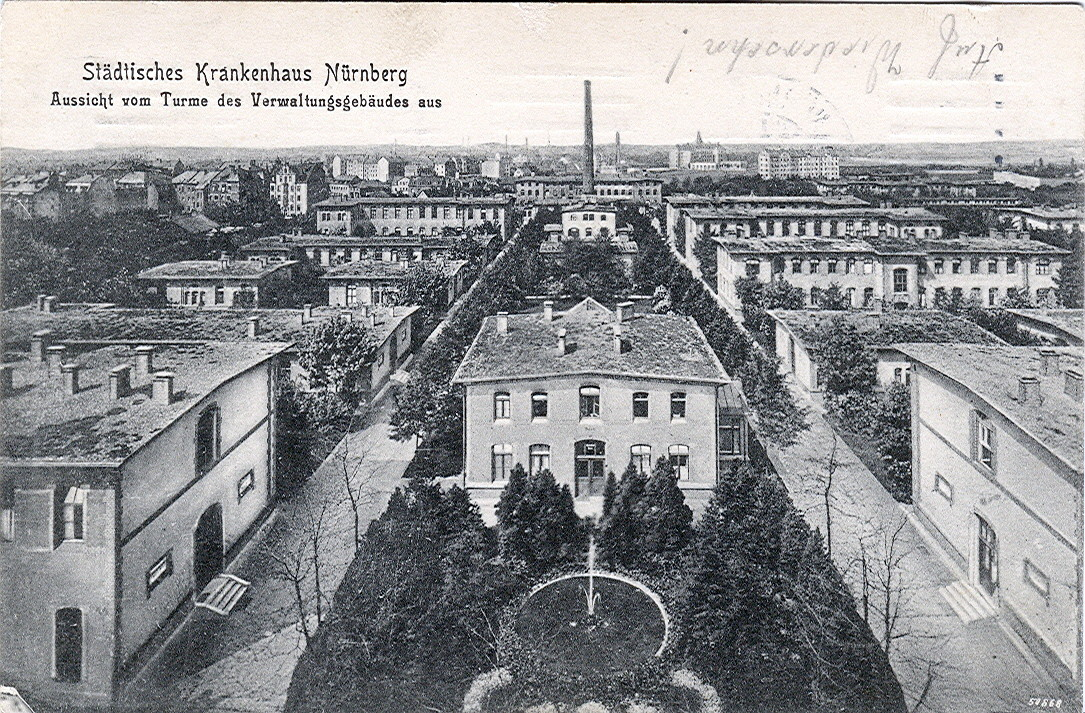
Das heutige Klinikum Nord im Jahr 1916

Krankenhausdirektor Gottlieb Merkel und Architekt Heinrich Wallraff besichtigten im Auftrag der Stadt verschiedene Krankenanstalten in Deutschland. Man entschied sich für eine Pavillonbauweise nach Vorbild des Klinikums in Hamburg-Eppendorf. Im Januar 1894 genehmigte die Stadt die Baupläne und bewilligte Kredite in Höhe von 3,7 Millionen Mark. Im April 1894 begann der Bau.
Nach dreieinhalbjähriger Bauzeit eröffnete am 5. September 1897 das Städtische Krankenhaus an der Flurstraße am Rande der Vorstadt St. Johannis. An dieser Stelle stand zuvor bereits das Genesungshaus als Zweigstelle des alten Krankenhauses. Der Bau umfasste 30 Gebäude, die Platz für 760 Betten und zusätzlich 100 Betten für das Personal boten.
Bereits 1900 waren Aufstockungen notwendig. Bis 1914 wurden mehrere neue Gebäude errichtet und bestehende Bauten erweitert, so dass die Bettenzahl auf über 1300 anstieg.

### Das Krankenhaus in der Weimarer Republik und während der Weltkriege
Während des Ersten Weltkrieges wurde ein Reservelazarett mit über 500 Betten eingerichtet, 1918 kam zusätzlich die Spanische Grippe als große Belastung mit über 1300 Todesopfern dazu.
Zu Zeiten der Weimarer Republik gab es zahlreiche Erweiterungen. So wurde 1919 das zuvor privat betriebene Wöchnerinnenheim übernommen und ein Röntgeninstitut eröffnet. 1922 folgte ein bakteriologisches Laboratorium und 1923 eine neue gynäkologische Station mit 75 Betten. Im Dezember 1930 wurde die neugebaute Frauenklinik mit 252 Betten und angeschlossenem Säuglings- und Kinderheim an der Rieterstraße eröffnet. Gleichzeitig bedeutete dieser Neubau vorerst den Stopp für bereits begonnene Planungen eines zweiten Krankenhauses in der Stadt.
In der Zeit des Nationalsozialismus (1933–1945) hatte das Krankenhaus eine verhältnismäßig niedrige Bettenbelegung, da nur noch schwere Erkrankungen im Krankenhaus behandelt wurden. Die einzigen Neubauten in dieser Zeit waren ein Hoch- und Tiefbunker sowie fünf Baracken für Zwangsarbeiter. Bereits Ende März 1933 wurden alle jüdischen Ärzte entlassen bzw. zum Rücktritt gezwungen worden, darunter Chefarzt Ernst Nathan. An mehreren Kliniken wurden die Diakonissen durch ideologisch geschulte Schwestern ersetzt. Im Dezember 1936 wurde Chefarzt Konrad Bingold entlassen, weil er sich weigerte, sich von seiner jüdischen Frau scheiden zu lassen. Mitte der 1930er standen ein Geburtenrekord einer großen Zahl von Zwangssterilisationen vom Regime als „minderwertig und erbkrank“ definierten Menschen gegenüber. Ab Ende 1937 durften keine jüdischen Patienten mehr behandelt werden.
Ein Luftangriff am 1. August 1943 zerstörte große Teile des Krankenhauses, einem weiteren Luftangriff am 2. Januar 1945 fiel unter anderem die Frauenklinik zum Opfer.

### Wiederaufbau und Erweiterung
Bei Kriegsende im April 1945 waren etwa 70 Prozent der Klinikgebäude zerstört, es konnten lediglich 112 Patienten aufgenommen werden. Direktor Erwin Kreuter, ein langjähriges SS- und Parteimitglied, wurde von den Amerikanern verhaftet und interniert. Der zuvor zwangspensionierte Konrad Bingold wurde zum neuen Klinikdirektor ernannt. Der Wiederaufbau gelang verhältnismäßig schnell, schon 1947 standen wieder knapp 2000 Betten zur Verfügung, auch wenn die Instandsetzung größtenteils provisorisch stattfand. Bis Ende der 1950er Jahre verdoppelte sich die jährliche Patientenzahl. 1957 errichtete man für das Pflegepersonal ein elfstöckiges Schwesternwohnheim. Im gleichen Jahr fand die Grundsteinlegung für den sogenannten Y-Bau statt. Der dreiflügelige Großbau für die Chirurgie und das Strahleninstitut, der 1961 eröffnet wurde, brach erstmals mit der alten Pavillonstruktur. Mehrere alte Krankenbauten und das alte Kesselhaus mit einem 56 Meter hohen Schornstein wurden für den Neubau abgerissen.

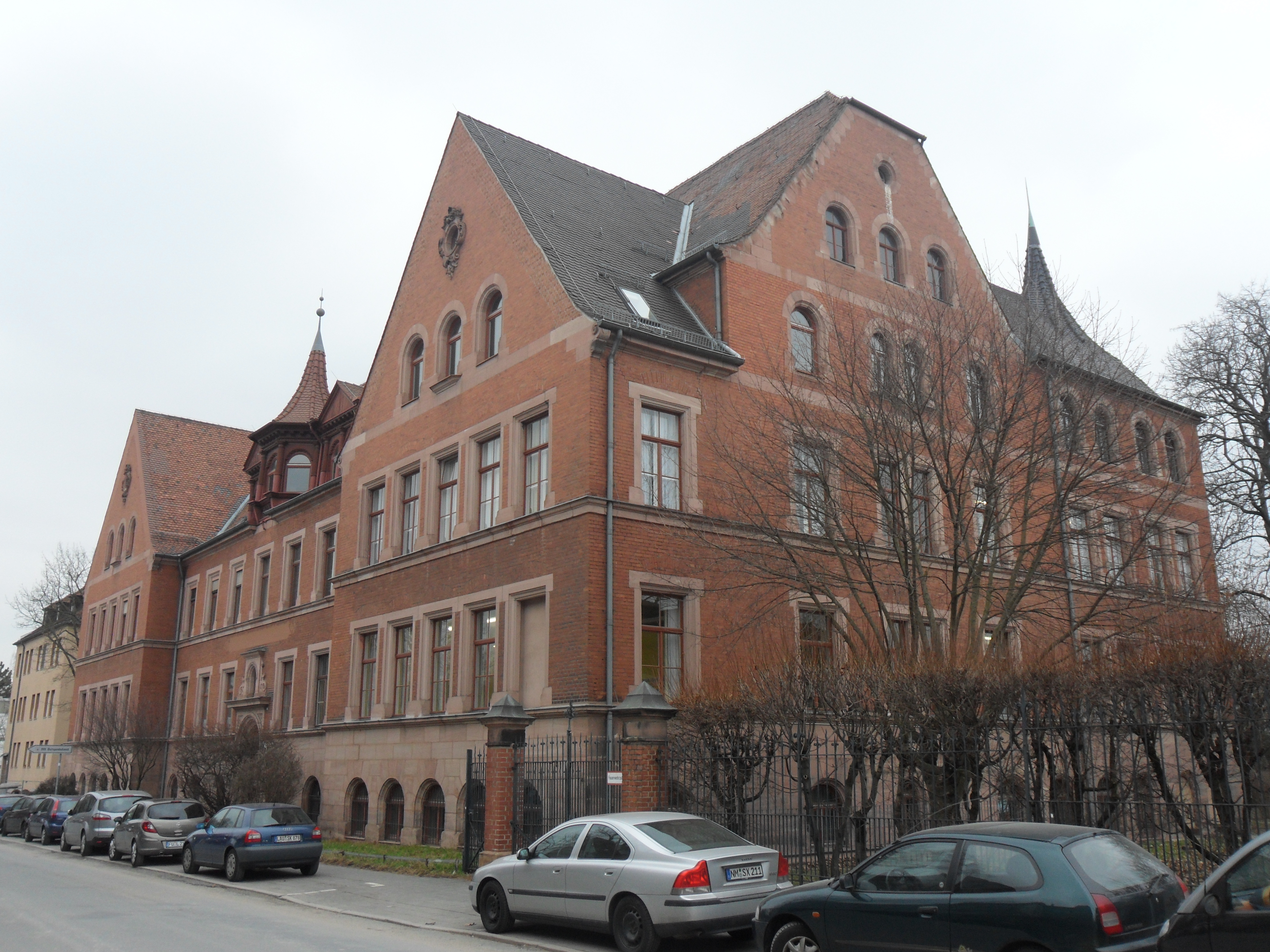
Gebäude in der Heimerichstraße (heute: Berufsfachschule für Krankenpflege)

Die 1960er und 1970er Jahren waren geprägt durch eine zunehmende Spezialisierung der Medizin, so wurde beispielsweise die Innere Medizin und Chirurgie in kleinere Schwerpunkteinheiten aufgeteilt. Es wurden eine Unfall- und Augenklinik (1971), ein Radiologisches Institut (1976), eine Onkologiestation (1977), eine psychosomatische Klinik (1978) und eine separate Neurologie (1979) eingerichtet. Zu dieser Zeit herrschte ein Schwestern- und Ärztemangel. Ab 1970 wurden alle Krankenpflegeschulen zentral in der Heimerichstraße untergebracht. 1977 wurden in Nürnberg Patientenvertreter ernannt, was zu dieser Zeit deutschlandweit einmalig war. Seit 1978 heißt das Krankenhaus offiziell Klinikum Nürnberg.

### Zweiter Standort Campus Süd
Im März 1979 entschied der Nürnberger Stadtrat, das Klinikum zu teilen und im Stadtteil Langwasser einen zweiten Standort mit etwa 1000 Betten zu errichten. In einem bundesweit ausgeschriebenen Architektenwettbewerb für den Neubau des Klinikums Süd wurde sich im Dezember 1981 für den Entwurf von Jürgen Joedicke und Walter Mayer entschieden. Nach einer mehrjährigen Planungsphase wurde am 9. Oktober 1986 der Grundstein gelegt. Die Baukosten betrugen knapp 500 Millionen DM. Die Inbetriebnahme erfolgte am 1. April 1994. Die zu dieser Zeit insgesamt vorgesehenen 2330 städtischen Krankenhausbetten und die existierenden Fachbereiche wurden auf die beiden Standorte aufgeteilt. Dabei wurde Wert darauf gelegt, dass die Basisversorgung in beiden Stadtteilen gegeben war, dabei aber Doppelungen, etwa von Spezialdisziplinen oder in der Verwaltung, vermieden werden sollten. Am neuen Standort Süd waren unter anderem die Unfallchirurgie, die Geburtshilfe und Pädiatrie sowie die Urologie vorgesehen. Konzipiert wurde der Neubau als kleine Stadt mit zentralem Platz, Cafés und anderen Einrichtungen.
Im Rahmen eines 400 Millionen Mark umfassenden Entwicklungsplan wurde 1981 festgelegt, dass keine weiteren Hochhäuser auf dem Gelände im Norden errichtet werden sollen, sondern die Pavillonstruktur erhalten bleiben soll. In den Folgejahren wurden unter anderem neue Versorgungsbauten (Küche, Wäscherei) und ein Tumorzentrum errichtet. Ein Problem Anfang der 1980er war die Überbelegung. Es wurden teilweise Notbetten in Aufenthaltsräumen und Fluren aufgestellt und ein ursprünglich als Hotel geplantes Gebäude in der Gartenstraße genutzt. Zu dieser Zeit wurde der Patient mehr in den Mittelpunkt gestellt, so wurden beispielsweise ein patientenorientierter Tagesablauf und tägliche Besuchszeiten (zuvor 10 Stunden pro Woche) eingeführt.

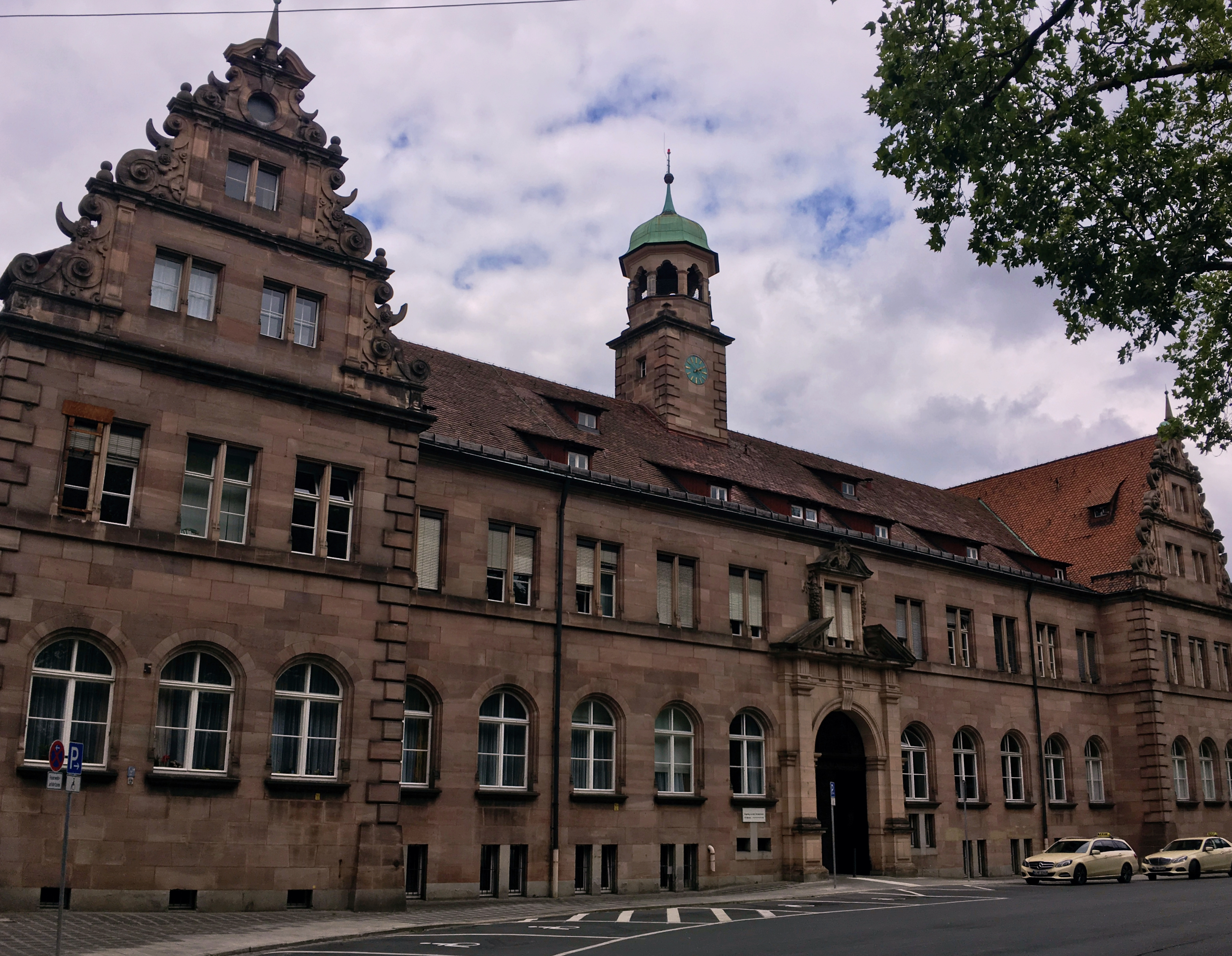
Altbau als Sitz des Krankenhausmuseums

Zum 100-jährigen Jubiläum im Jahr 1997 wurde in einem noch erhaltenen Altbau, in dem die ehemalige Apotheke untergebracht war, ein Krankenhausmuseum eröffnet.

### Entwicklung nach der Jahrtausendwende
Klaus Wambach leitete das Klinikum Nürnberg von 1997 bis 2007. In seiner Amtszeit wurde das städtische Krankenhaus 1998 als erstes in Bayern in ein selbstständiges Kommunalunternehmen unter städtischer Trägerschaft umgewandelt.
Wambach führte auch die kooperative Klinikleitung ein, diese beinhaltete ein gemeinsames Führungsteam aus ärztlicher Leitung und Pflegedienstleitung. Weitere Meilensteine in Wambachs Amtszeit waren unter anderem 2003 der Neubau des Chirurgischen Zentrums (Dr. Hans Birkner-Haus) und 2004 die Eröffnung des Zentrums für ambulante Rehabilitation (A.R.Z.) am Campus Süd.
2006 übernahm das Klinikum Nürnberg die Krankenhäuser Nürnberger Land mit den Standorten Altdorf (gegründet 1894), Lauf (gegründet 1962) und Hersbruck (wurde 2019 geschlossen). Dienstleistungen wie die Apotheke, Labore oder Wäscherei wurden anschließend zusammengelegt, um Kosten zu sparen. Die kleineren Krankenhäuser sollten bei Erhalt der Grundversorgung zu Spezialkliniken ausgebaut werden.
Wambachs Nachfolger als Leiter des Klinikums wurde 2007 Alfred Estelmann, der ebenfalls zehn Jahre lang die Leitung innehatte. In diese Zeit fielen unter anderen 2011 die Eröffnung des Herz-Gefäß-Zentrum (HGZ) oder 2013 die Eröffnung des Dr. h.c. Theo-Schöller-Hauses, ein 130 Meter langes Gebäude, das einen neuen Eingangsbereich mit Patientenaufnahme und Cafeteria und darüber hinaus ein Zentrum für Altersmedizin, Palliativstation und eine Tagesklinik für seelische Gesundheit beheimatete. Am Standort Süd eröffneten 2016 zwei psychiatrische Tageskliniken für Kinder und Erwachsene.
Bereits 2014 begann die Zusammenarbeit zwischen dem Klinikum Nürnberg und der Paracelsus Medizinischen Privatuniversität aus Salzburg in Kooperation mit der Technischen Hochschule Nürnberg. Im Rahmen der Inaugurationsfeier im November 2014 wurden 23 Chefärzte zu Universitätsprofessoren berufen. Mit 55 Studienplätzen für Humanmedizin begann die Nürnberg Medical School ihren Betrieb. Die Zusammenarbeit mit der österreichischen Privatuniversität, die auch vom Getränkeunternehmen Red Bull gesponsert wurde, sorgte auch für Kritik. Der Medizinische Fakultätentag etwa zweifelte die Qualität des Studiums an und sprach von einem „wissenschaftlichen Discounter“, der ein Studium auf „FH-Ebene“ anbiete.

### Aktuelle Ereignisse und Planungen
Im Frühjahr 2019 wurde bekannt, dass ein Hochstapler im Vorstand der Klinik tätig gewesen war. Der Mann hatte sich als Arzt ausgegeben und war von Anfang Februar bis Mitte März persönlicher Referent des Medizinischen Vorstands. Als er im Rahmen einer Chefarzt-Konferenz erläuterte, dass er vom Bundespräsidenten zum „Professor auf Lebenszeit“ berufen und zum Direktor des BKA ernannt worden sei, wurden die anwesenden Ärzte auf den Betrüger aufmerksam. Der falsche Arzt/Jurist war gleichzeitig in der Nürnberger 310Klinik als Verwaltungsdirektor beschäftigt.
Zwischen März 2020 und März 2022 behandelte das Klinikum Nürnberg rund 5300 Covid-19-Patienten. 730 von ihnen starben. Zwei Mal musste der Pandemie-Alarmfall ausgerufen werden, die Klinik war an der Belastungsgrenze.
Stand 2024 wird auf 30.000 Quadratmetern Fläche ein neues Kinderklinikum mit Geburtshilfe am Campus Süd mit rund 1.000 Räumen und circa 220 Betten errichtet. Des Weiteren sind Neubauten für ein Notfallzentrum am Campus Süd sowie ein Zentrum für seelische Gesundheit am Campus Nord mit 182 Betten und 110 tagesklinischen Plätzen geplant, das künftig die Kliniken für Psychiatrie und Psychotherapie, Psychosomatische Medizin und Psychotherapie sowie die Kinder- und Jugendpsychiatrie beinhalten soll.

## Standorte und Fachrichtungen
Das Klinikum Nürnberg ist an zwei Standorten vertreten:

### Campus Nord

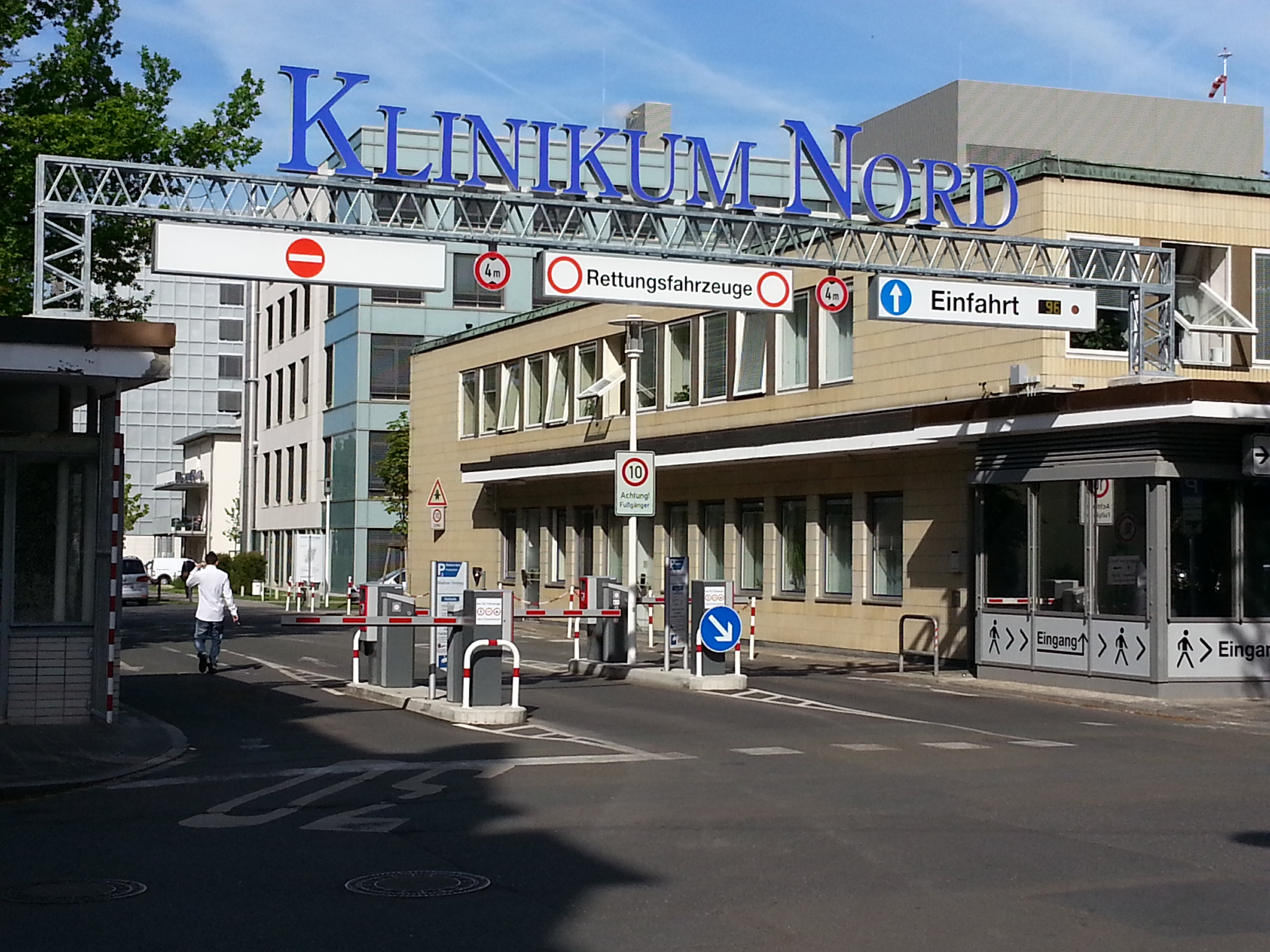
Haupteingang des Klinikums Nord

Der Campus Nord (49° 27′ 45″ N, 11° 3′ 49″ O) liegt im Stadtteil St. Johannis am U-Bahnhof Klinikum Nord (U3).
Vertreten sind die Fachrichtungen Innere Medizin mit Endokrinologie und Geriatrie, Anästhesiologie und Intensivmedizin, Toxikologie, Pneumologie, Onkologie, Hämatologie, Gastroenterologie, Hepatologie, Chirurgie, Gynäkologie, Urologie, Hals-Nasen-Ohren-Heilkunde, Augenheilkunde, Dermatologie, Psychiatrie und Psychotherapie, Kinder- und Jugendpsychiatrie/-psychotherapie, Psychosomatik sowie Physikalische/Rehabilitative Medizin und Naturheilverfahren.

### Campus Süd

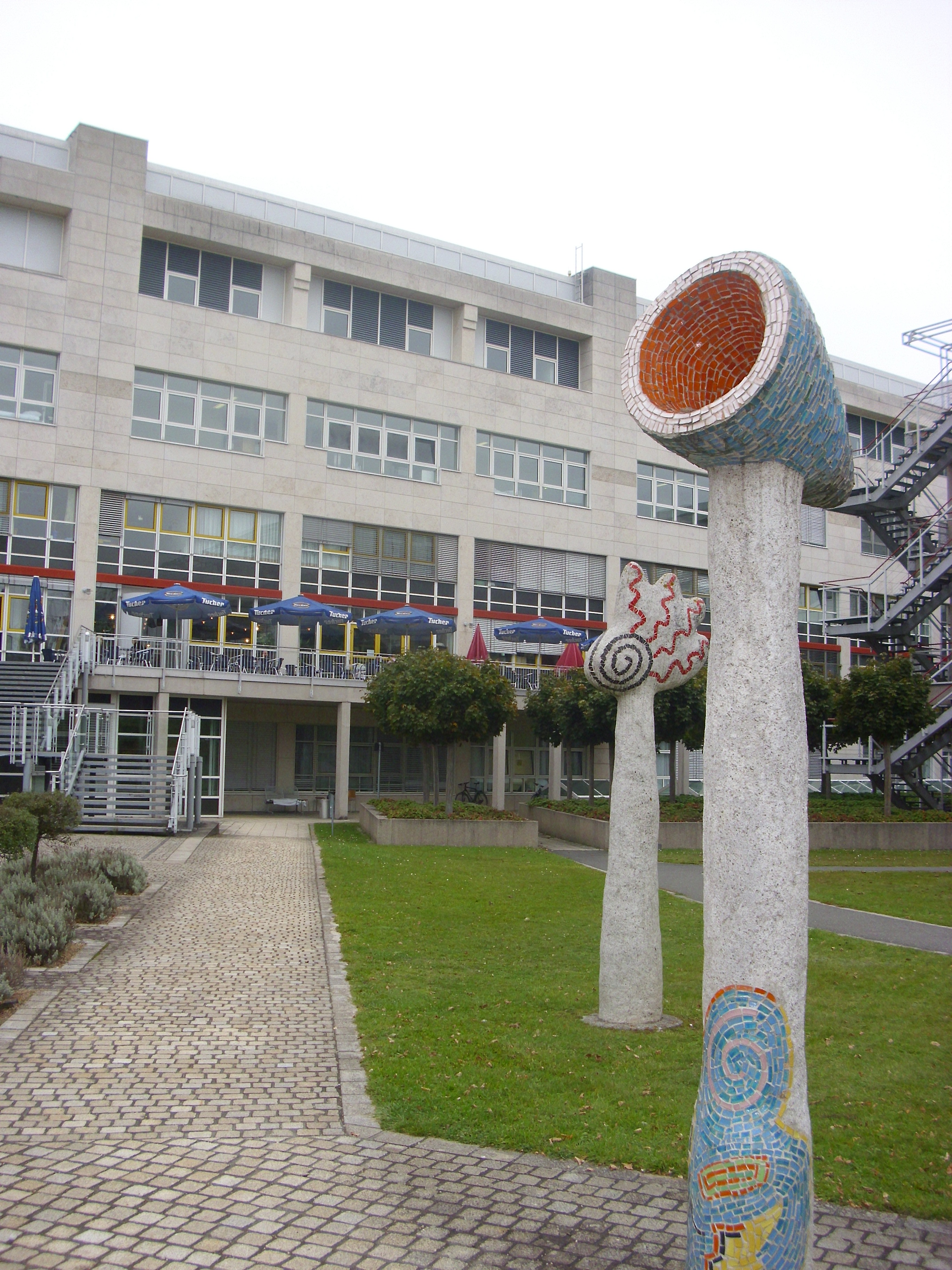
Gebäude des Klinikums Süd im Oktober 2010

Im Stadtteil Langwasser (Breslauer Str. 201) wurde 1994 der Standort Klinikum Nürnberg Campus Süd (49° 24′ 48″ N, 11° 9′ 0″ O) eröffnet. Er ist mit den Buslinien 44, 50, 56 und 57 in wenigen Minuten vom U-Bahnhof Langwasser Mitte (U1) zu erreichen. Es bestehen zudem Direktverbindungen zum Hauptbahnhof (44), zum S-Bahnhof Fischbach (56 und 57) sowie zum S-Bahnhof Feucht (50).
Im Campus Süd sind folgende Fachrichtungen vertreten: interdisziplinäre Notaufnahme, Anästhesiologie, Geburtshilfe (Kreißsaal, Perinatalzentrum), Kinderklinik (mit Notfallambulanz und Kinder-Intensiv-Betten), Zentrum für Schwerbrandverletzte, Innere Medizin mit den Schwerpunkten Geriatrie, Nephrologie und Kardiologie, Neurologie, Gefäßchirurgie, Herzchirurgie, Kinderchirurgie, Mund-, Kiefer- und plastische Gesichtschirurgie, Neurochirurgie, Plastische, Wiederherstellende und Handchirurgie, Unfall- und Orthopädische Chirurgie, Kinder- und Jugendpsychiatrie (mit einer psychosomatischen Station) sowie Physikalische/Rehabilitative Medizin.
Die Klinik für Unfall- und Orthopädische Chirurgie ist offizieller medizinischer Betreuer des Olympiastützpunkts Bayern sowie des 1. FC Nürnberg.

## Interdisziplinäre Zentren
Das Klinikum Nürnberg betreibt unterschiedliche Zentren, in denen medizinische Angebote interdisziplinär gebündelt werden.
- Ambulantes Rehabilitations-Zentrum (A.R.Z), als Tochterunternehmen des Klinikums

- Ambulantes Behandlungszentrum (ABC)

- Brustzentrum

- Darmzentrum
- Endoprothetik-Zentrum

- Gynäkologisches Krebszentrum

- Hauttumorzentrum (HTZ)

- Herz-Gefäß-Zentrum (HGZ)
- Institut für medizinische Physik
- Institut für Radiologie, Neuroradiologie und Nuklearmedizin

- Institut für Sportmedizin

- Kompetenzzentrum Kopf-Hals-Tumore
- Kompetenzzentrum Neuroonkologie

- Kontinenzzentrum
- Krebszentrum Klinikum Nürnberg
- Leberkrebszentrum
- Lungentumorzentrum
- Lymphom- und Leukämiezentrum
- Medizinische Versorgungszentren/Ambulantes Behandlungszentrum

- Onkologisches Zentrum IOZ

- Pankreaskarzinomzentrum

- Perinatalzentrum mit der Versorgungsstufe Level I

- Prostatakrebszentrum
- Sarkomzentrum

- Schmerzzentrum
- Viszeralonkologisches Zentrum
- Wundzentrum
- Zentrum für Allergologie – Nürnberger Zentrum für interdisziplinäre Allergologie (NIZA)

- Zentrum für Altersmedizin
- Zentrum für Alterstraumatologie
- Zentrum für Bauchspeicheldrüsenkrebs
- Zentrum für operative Kurzeingriffe

- Zentrum für Schlafmedizin
- Zentrum für Schmerztherapie

- Zentrum für Schwerbrandverletzte

## Bildungsangebote
Das Klinikum Nürnberg bietet unter dem Dach der Akademie Klinikum Nürnberg Aus-, Weiter- und Fortbildungen an. Diese umfasst unter anderem folgende Berufsfachschulen: die Berufsfachschule für Pflege, die Berufsfachschule für Krankenpflegehilfe und die Berufsfachschule für Medizinische Technologen und Technologinnen. Die Berufsfachschule für Pflege existiert am Standort seit über 100 Jahren und ist mit über 400 Ausbildungsplätzen nach eigenen Angaben eines der größten Ausbildungsbetriebe in Deutschland.

### Ausbildung
An der Akademie Klinikum Nürnberg kann die dreijährige generalistische Ausbildung zur Pflegefachkraft mit theoretischem und praktischem Unterricht sowie praktischem Einsatz im Klinikum oder anderen Einrichtungen absolviert werden. Auch die einjährige Ausbildung zur Pflegefachhilfe, die Ausbildung zum Medizinischen Fachangestellten und Anpassungslehrgänge für ausländische Pflegekräfte werden angeboten. Außerdem gibt es eine Ausbildung zum Zahnmedizinischen Fachangestellten.
An der Berufsfachschule für Medizinische Technologinnen und Technologen für Radiologie werden MTA ausgebildet. Zusätzlich werden an der Akademie Klinikum Nürnberg auch Ausbildungen und Weiterbildungen zum Anästhesietechnischen Assistenten (ATA) und zum Operationstechnischen Assistenten (OTA) sowie zum Medizinischen Technologen für Laboratoriumsanalytik angeboten.
Das Klinikum Nürnberg bietet darüber hinaus Ausbildungen im kaufmännischen Bereich und zum Fachinformatiker für Systemintegration an.

### Fort- und Weiterbildung
Das Fort- und Weiterbildungsangebot der Akademie Klinikum Nürnberg richtet sich mit Bildungsangeboten wie Seminaren, Weiterbildungen und Fernlehrgängen an alle im Gesundheitswesen tätigen Berufsgruppen. Dabei richtet sich das Angebote nicht nur an Beschäftigte des Klinikums Nürnberg, sondern auch an Externe. Beispiele sind etwa Weiterbildungen für Intensivpflege, Notfallpflege oder zur Stationsleitung.

### Studium
Seit August 2014 bietet die Paracelsus Medizinische Privatuniversität (Salzburg) zusammen mit dem Klinikum Nürnberg und der Technischen Hochschule Nürnberg ein Studium der Humanmedizin an. Das Studium erfolgt nach dem Salzburger Curriculum für jährlich 50 Studenten am Standort Nürnberg.
Seit 2020 besteht auch die Möglichkeit, ein englischsprachiges Doktoratsstudium (Ph.D.) in „Medical Science“ zu absolvieren.
Die Nürnberg School of Health ist eine weitere Zusammenarbeit zwischen dem Klinikum Nürnberg und der TH Nürnberg. Es werden verschiedene Bachelor- und Masterstudiengänge sowie Weiterbildungen angeboten. Aktuell stehen Hebammenwissenschaft und Digitales Gesundheitsmanagement als Studiengänge zur Auswahl. Auch Forschungsprojekte sind Teil der Kooperation.
Dazu kommt der Fernstudiengang Master of Health Business Administration (MHBA) an der Akademie Klinikum Nürnberg.

## Auszeichnungen (Auswahl)
Laut Focus-Klinikliste 2023 zählt das Klinikum Nürnberg zu den 30 besten Krankenhäusern in Deutschland und liegt bundesweit auf Platz 27. Das Herz-Gefäßzentrum des Klinikums Nürnberg wurde im Jahr 2013 als „Green Hospital Bayern“ ausgezeichnet.
Das Klinikum bemüht sich um familienfreundliche Arbeitsbedingungen. Dazu gehören im ärztlichen und pflegerischen Bereich verschiedene Arbeitszeitmodelle und betriebsinterne Kindertagesstätten („Die Schaukel“). Von der Beruf und Familie gGmbH der gemeinnützigen Hertie-Stiftung hat das Klinikum das Grundzertifikat „Audit Beruf & Familie“ erhalten.
Auch verschiedene Forschungsarbeiten an der Paracelsus Medizinischen Privatuniversität des Klinikums Nürnberg wurden bereits ausgezeichnet, etwa mit dem Förderpreis der Dr. Hans und Dr. Elisabeth Birkner Stiftung oder als Paper of the Month von der Anatomischen Gesellschaft.